# Hylodes fredi
Hylodes fredi är en groddjursart som beskrevs av Clarissa Canedo och Pombal 2007. Hylodes fredi ingår i släktet Hylodes och familjen Hylodidae. IUCN kategoriserar arten globalt som otillräckligt studerad. Inga underarter finns listade i Catalogue of Life.